# Genocide Film Library
Die Genocide Film Library wurde 2011, nach der Gründung eines Büros in Bosnien und Herzegowina, von der Cinema for Peace Foundation aufgebaut. Dem Beispiel des University of Southern California Shoah Foundation Institute folgend, welches von Steven Spielberg gegründet wurde, stellt die Genocide Film Library audiovisuelle Zeugnisse von Überlebenden des Massakers von Srebrenica wissenschaftlichen Institutionen zur Verfügung.
Damit liefert die Genocide Film Library einen wesentlichen Beitrag zur Dokumentation des derzeit verfügbaren mündlich überlieferten historischen Materials über den Bosnienkrieg und im Speziellen das Massaker von Srebrenica im Juli 1995.
Mit der Unterstützung von Hasan Nuhanović und dem Bundesministerium für auswärtige Beziehungen hat Genocide Film Library über einen Zeitraum von drei Jahren mehr als 1100 Interviews mit Überlebenden und Augenzeugen des Massakers von Srebrenica im Sommer 1995 gesammelt.  Die Interviews stellen das umfangreichste mündliche Geschichtszeugnis in Bosnien und Herzegowina dar und  bilden die Grundlage für den von der Cinema for Peace Foundation produzierten Dokumentarfilm „Voices of Srebrenica“.